# هزاره‌های مقیم خارج
هزاره‌ها یک گروه قومی بزرگ در افغانستان هستند که عمدتاً در مناطق مرکزی افغانستان، به‌نام هزاره‌جات زندگی می‌کنند، آنها جوامع بزرگی را در کشورهای مختلف جهان تشکیل داده‌اند. در حال حاضر بیش از یک میلیون هزاره در کویته، پاکستان زندگی می‌کنند که بسیاری از آنها نسل به نسل در این کشور ساکن شده‌اند و اکنون شهروندان پاکستانی هستند. مشابه آن جامعه بزرگی در مشهد، ایران نیز تشکیل داده‌اند.
به غیر از پاکستان و ایران، بسیاری از هزاره‌ها به اروپا و برخی دیگر به آمریکای شمالی و استرالیا به دلیل وضعیت سیاسی و اقتصادی ناپایدار افغانستان و آزار و اذیت مداوم مردم هزاره کشورهای افغانستان، پاکستان و ایران، مهاجرت کرده‌اند.

## جوامع بزرگ

### استرالیا
استرالیا بعد از پاکستان و ایران، سومین جمعیت قابل توجه هزاره‌ها را در خود جای داده است. شورای هزاره‌های استرالیا سازمانی است که توسط جامعه هزاره‌های استرالیا تشکیل شده است. ماهنامه آرمان یک مجله دری‌زبان است که در سراسر آن کشور پخش می‌شود و توسط جامعه هزاره منتشر می‌شود. فیلم مستند استرالیایی مولی و مبارک در سال ۲۰۰۳ نیز بر اساس یک پناهجوی هزاره ساخته شده است که وارد استرالیا می‌شود، عاشق دختری محلی می‌شود و با نزدیک شدن به اتمام ویزای موقت وی با اخراج احتمالی روبرو می‌شود.

### هند
هزاره‌های هند معروف به عطارواله، یعنی صاحب عطر می‌باشند. عطارواله‌ها گروهی قومی در احمدآباد هند، از بازماندگان سربازان هزاره آگره هستند که در زمان جهانگیر چهارمین پادشاه سلسلهٔ گورکانیان هند در آگرا مستقر شده بودند. طبق اسناد ثبت دربار امپراتوری گورکانیان هند، آنها سپس از طریق گوالیور، رتلام و گودرا به احمدآباد مهاجرت کردند، این مهاجرت برای مشارکت در جنگ استقلال هند در سال ۱۸۵۷ بود. پس از استقرار هزاره‌ها در گجرات، آنها به صنعت عطرسازی مشغول شدند که واژه عطارواله به معنی تولیدکننده عطر است. مهاجرت دوم در سال ۱۹۴۷ پس از تجزیه هند صورت گرفت و برخی از آنها از آگرا به پاکستان مهاجرت کردند، درحالی‌که برخی دیگر، به اقوام خود در احمدآباد پیوستند. عطارواله‌ها هند اکنون در احمدآباد و عطارواله‌های پاکستان در کراچی زندگی می‌کنند.

### ایالات متحده
- حسن پولادی: شهروند آمریکایی هزاره‌تبار، یک نویسنده و تاریخ‌نگار بود.[۱۶]
- مستر کاپون-ای با نام اصلی فهد اعظم رپر مشهور آمریکایی هزاره‌تبار است.[۱۷]
- شکیب همدرد اولین برنده ستاره افغان، او هم‌اکنون در جکسونویل، فلوریدا زندگی می‌کند.[۱۸]

### دانمارک
نخستین گروه هزاره‌ها در سال ۱۹۶۸ به دانمارک رسیدند. این گروه بین سال‌های ۱۹۶۸ تا ۱۹۷۱ از اولین پناهنده‌های بودند که به کشورهای اسکاندیناوی رسیدند و به دلیل ظلم و ستم کوچی‌ها، مجبور به ترک زادگاه شان شده بودند. دسته‌های بعدی بین سال‌های ۱۹۹۴ و ۱۹۹۵ به دانمارک رسیدند. مطابق آمار سال ۲۰۱۵ انجمن فرهنگی کاتب، جمعیت هزاره‌های دانمارک بیش از پنج هزار نفر است که بیشتر ساکن کپنهاگن و جزیره یولند هستند. اولین تجلیل از سالیاد عبدلعلی مزاری نخستین بار در ۱۱ مارس ۲۰۰۰ و نخستین کنسرت موسیقی هزارگی توسط داود سرخوش در سال ۲۰۰۱ توسط هزاره‌های دانمارک برگزار گردید.
کلاوس فریدناند دانمارکی، که بین سال‌های ۱۹۵۰ تا ۱۹۵۷ در هزارستان زندگی کرده است، بیش از ۱۵۰ آهنگ فولکلور هزارگی را جمع‌آوری کرده و در موزیم خود نگه داری می‌کند. او پس از پژوهشگاهی خود در هزاره‌جات، کتاب موسیقی هزارگی را به زبان انگلیسی نوشته است. در موزیم موسگورد دانمارک نیز آثارهای هنری و دستی هزاره‌ها نگه‌داری می‌شود.

### سویدن
نخستین گروه هزاره‌ها در سال ۱۹۷۶ به سویدن رسیدند و انجمن هزاره‌های سویدن را در سال ۱۹۹۲ تشکیل دادند. گروه بعدی بین سال‌های ۲۰۱۲ تا ۲۰۱۵ رسیدند و تعداد شان به ۱۹ هزار نفر می‌رسید. بین سال‌های ۲۰۱۵ و ۲۰۱۶ ۴۹ هزار افغان به سویدن آمدند که از آن میان هشتاد درصد شان هزاره بودند. جمعیت کل هزاره‌های سویدن حدود پنجاه هزار نفر و شخصیت‌های سرشناس آن محمد حسین محمدی، محمد شریف سعیدی، ضیا قاسمی، حامد علی‌زاده، بصیر سیرت، میر حسین نوری، علی ساقی و نمیره هاشمی می‌باشند.